# Pozyskiwanie leadów online
Uzasadnienie:  to nie jest encyklopedyczne na osobny artykuł, a świetnie nada się na połączenie z powyższym (niezbyt rozbudowanym) artykułem, podobnie jak Pozyskiwanie leadów
Pozyskiwanie leadów online (ang. online lead generation) – pojęcie z marketingu internetowego, które odnosi się do generowania zainteresowania potencjalnych klientów oraz zapytań o produkty lub usługi, dokonywane za pomocą internetu. Leady mogą być gromadzone w celu tworzenia list dystrybucyjnych, pozyskiwania subskrybentów newslettera, realizacji programów lojalnościowych lub innych działań związanych z pozyskiwaniem nowych uczestników czy klientów.
Lead zawiera zazwyczaj dane kontaktowe klienta zainteresowanego konkretnym produktem lub usługą, czasem bywa rozszerzony również o jego dane demograficzne. Na rynku pozyskiwania leadów wyróżnia się leady sprzedażowe oraz leady marketingowe.
Leady sprzedażowe są generowane na podstawie kryteriów demograficznych takich jak ocena kredytowa, dochód indywidualny lub gospodarstwa domowego, wiek itp. Takie leady są odsprzedawane wielu odbiorcom i spotyka się najczęściej w branży nieruchomości, ubezpieczeń oraz finansowej. Po pozyskaniu leadów sprzedażowych są one zazwyczaj obsługiwane poprzez kontakt telefoniczny ze strony działu sprzedaży.
Leady marketingowe to leady związane ściśle z marką, generowane na potrzeby pozyskania zainteresowanych unikalną ofertą ogłoszeniodawcy. W przeciwieństwie do leadów sprzedażowych, leady marketingowe sprzedawane są jednokrotnie. Nieodłącznym wymogiem generowania leadów sprzedażowych jest przejrzystość, zatem kampanie związane z leadami marketingowymi mogą być zoptymalizowane poprzez mapowanie drogi leadów do ich źródeł.

## Modele rozliczania za pozyskiwanie leadów z wykorzystaniem reklamy online
Znane są 3 główne modele rozliczania za reklamę online, które marketerzy stosują w celu kupowania reklam oraz generowania leadów:
- Cost per thousand (znane również jako cost per mille: CPM) – model wyceny, w którym płaci się za impresje – czyli liczbę wyświetleń reklamy przez użytkowników. Reklamodawcy płacą za wyświetlenia nawet, jeśli odbiorcy nie klikną (ani nawet nie zobaczą) ogłoszenia.
- Cost per click – Trudność związana z rozliczaniem CPM została rozwiązana poprzez wprowadzenie modelu CPC, gdzie reklamodawca płaci za liczbę kliknięć użytkowników na ogłoszenie.
- Cost per action – W przeciwieństwie do modeli CPM oraz CPC reklamodawca rozliczany jest wyłącznie za pozyskane leady. Podobnie jak przy CPC, cena leada może być podbijana na żądanie. Dla marketerów, którzy chcą płacić tylko za konkretne akcje, dostępne są dwie opcje: reklamy CPL (lub generowanie leadów online) oraz reklamy CPA (tzw. marketing afiliacyjny). W kampaniach CPL reklamodawcy płacą za zainteresowane leady – tzn. za dane kontaktowe osób zainteresowanych produktem lub usługą reklamodawcy. Kampanie te są dedykowane szczególnie marketerom, którym zależy na wielopoziomowym zaangażowaniu konsumentów: poprzez tworzenie list subskrybentów newslettera, stron społecznościowych, programów lojalnościowych lub programów pozyskiwania członków. W kampaniach CPA reklamodawca płaci zazwyczaj za całkowitą dokonaną transakcję, łącznie z płatnością karta kredytową.

Ze względu na wzrost znaczenia pozyskiwania leadów online poprzez reklamy banerowe oraz direct response wypracowany został model wyceny CPL. W modelu pay-per-action (płać za aktywność), reklamodawcy płacą jedynie za kwalifikowane leady pozyskane w wyniku działań, niezależnie od kliknięć lub wyświetleń, jakie towarzyszyły pozyskaniu leada. PPA to preferowany model w pozyskiwaniu leadów online. Model PPA jest bardziej przyjazny reklamodawcom ze względu na eliminowanie ryzyka naciągnięć i nierzetelności firm, które w modelach PPC (pay per click) mogą sztucznie generować wyniki.

## Pozyskiwanie leadów a przestrzeganie zasadyopt-in
Zgodnie z polskim prawem twórcy list dystrybucyjnych muszą działać według zasady opt-in, a więc uprzednio pozyskać od potencjalnych adresatów zgodę na otrzymywanie mailingu czy przesyłek komercyjnych. Typowymi rodzajami reklamy umożliwiającymi potencjalnym klientom wyrażenie takiej zgody, a więc pozwalającej reklamodawcom na gromadzenie leadów zgodnie z zasadą opt-in są:
- Reklama połączona z rejestracją: Reklamodawca otrzymuje część lub wszystkie standardowe informacje zebrane przez stronę w trakcie procesu rejestracji użytkownika.
- Całostronicowe generowanie leadów: Oferta reklamodawcy pojawia się jako ogłoszenie na pełnej stronie, w formacie HTML, z odpowiednim tekstem i grafiką. Reklamodawca otrzymuje, oprócz standardowych informacji, również odpowiedzi na zdefiniowane przez siebie pytania.
- Ankiety online: konsumenci są proszeni o uzupełnienie ankiety podając swoje dane demograficzne oraz określając zainteresowanie produktami i stylem życia. Te informacje są traktowane jako leady sprzedażowe dla reklamodawców, którzy nabywają informacje o konsumencie. Konsument wyraził zgodę na otrzymywanie korespondencji od reklamodawcy, dzięki czemu jest traktowany jako lead kwalifikowany.

## Rodzaje leadów
- MCL (ang. marketing captured lead) – pozyskany kontakt z akcji marketingowej,
- MQL (ang. marketing qualified lead) – lead spełniający określone kryteria marketingowe np. stanowisko, wielkość firmy, obroty firmy. W określaniu leada MQL często wykorzystuje się metodę BANT (Budget, Authority, Need, Timeframe),
- SAL (ang. sales accepted lead) – lead przyjęty przez dział sprzedaży
- SQL (ang. sales qualified lead) – lead, który wyraża chęć zakupu. Etap ten kończy się sprzedażą lub odmową zakupu.

Podział ze względu na gotowość do dokonania zakupu:
- Lead zimny - nie gotowy na zakup,
- Lead ciepły - rozważający zakup,
- Lead gorący - pewny chęci zakupu.

Podział ze względu na relację występująca pomiędzy przedsiębiorstwem a klientem:
- Lead B2B (ang. business to business) - potencjalne zainteresowana firma,
- Lead B2C (ang. business to customer) - potencjalnie zainteresowany konsument, klient indywidualny.[3]

## Pozyskiwanie leadów
Zgodnie z badaniem z roku 2014, 78% respondentów wskazało e-maile jako najczęściej używany kanał do pozyskiwania leadów, na kolejnych miejscach wskazano organizację eventów (event marketing) oraz marketing treści (content marketing). W innym badaniu z 2014 roku wskazano, że najpopularniejsze kanały pozyskiwania leadów online: direct traffic, działania w wyszukiwarkach (SE) oraz polecenia w sieci pozwalały na pozyskanie 93% leadów. Raport z badań przeprowadzonych przez grupę bankową GP Bullhound pokazuje, że generowanie leadów online rośnie o 71% w stosunku do roku poprzedniego, czyli ponad dwa razy szybciej niż rynek reklamy online. Szybki wzrost jest spowodowany przede wszystkim poszukiwaniem reklamodawców narzędzi marketingowych skupionych na zwrocie z inwestycji (ROI).